# Pilotrichum scariosum
Pilotrichum scariosum là một loài rêu trong họ Pilotrichaceae. Loài này được (Lorentz) Müll. Hal. ex Paris mô tả khoa học đầu tiên năm 1897.